# Trachycephalus coriaceus
Trachycephalus coriaceus е вид жаба от семейство Дървесници (Hylidae). Видът не е застрашен от изчезване.

## Разпространение и местообитание
Разпространен е в Боливия, Бразилия, Гвиана, Еквадор, Перу, Суринам и Френска Гвиана.
Обитава гористи местности, хълмове и езера в райони с тропически и субтропичен климат.

## Описание
Популацията на вида е стабилна.